# GP2X Wiz
La GP2X Wiz és una videoconsola portàtil basada en un sistema operatiu open-source (Linux). És capaç de reproduir arxius multimèdia. Creada per GamePark Holdings a Corea del Sud. És la successora de GP2X.

## Descripció General
La primera imatge de la Wiz va sortir a la llum el juny de 2008. Des d'aleshores van circular rumors que deien que GamePark Holdings estava creant una nova videoconsola portàtil. Al juliol es van confirmar gràcies a la fi de producció de la GP2X.
El 26 d'agost de 2008 GamePark Holdings va anunciar que estava plantejant treure una nova videoconsola portàtil anomenada Wiz. La Wiz, com la GP2X, no té molts jocs comercials. Tot i així, la Wiz es basa en els jocs casolans o Homebrew i en emuladors, gràcies al fet de ser programari lliure. La sortida, prevista inicialment per l'octubre de 2008 s'ha vist retardada en diverses ocasions, amb data oficial de sortida vora el 15 de maig.
Aquests endarreriments han sigut causats per diverses causes: la primera va ser el descontentament de la comunitat pel que fa als controls de la consola. En comptes d'incorporar una creueta en el costat esquerre i 4 botons en el dret, hi havia 2 creuetes. A causa de les queixes rebudes i a consultes amb els desenvolupadors es va acordar canviar la creueta de la dreta per quatre botons separats amb forma de creu. Un cop acabat el hardware, els endarreriments que van ocorre eren causats pel menú inicial (basat en flash) que era lent i inestable, i llavors GPH va decidir refer-lo des de zero, i de passada es va donar suport per a Flash 8 (en principi només era el 7)

## Llenguatges de programació
Els llenguatges amb els quals es pot programar són:
El que ofereix la mateixa Game Park Holdings: SDL, unes llibreries que se li afegeixen al llenguatge C orientar-lo més fàcilment a videojocs. No és el llenguatge més apropiat per a principiants, però segurament si el més potent. Amb el que tens la possibilitat de fer tota mena de jocs, tant 2D com 3D, però necessites un alt nivell de coneixements.
El segon gràcies al suport que dona Game Park Holdings és Flash. Els jocs en Flash depenen de la capacitat del programador i de com sàpiga ajustar-se a les limitacions del sistema.
Finalment, Fénix. Bastant senzill per a començar. Està limitat a 2D, però els resultats poden ser bons. L'intèrpret de Fénix el tenim gràcies a Puck2099.
Els avantatges de tots aquests llenguatges és que són molt portables, facilitant que les aplicacions funcionin tant en la Wiz com en Pc o altres sistemes. Que solament hi hagi 3 actualment no és exclusiu, ja que amb el temps es poden anar portant llenguatges nous.

## Jocs comercials
La consola comptarà amb jocs comercials fets per sceners de tot el món, i de moment hi ha tres porjectes espanyols:

### Lady Killer
Desenvolupat per Puck2099, el joc ens mostra una actualització dels clàssics de puzles. És també una nova versió del seu joc per la GP2X original, i en ell prenem el rol d'un submarinista que ha d'anar donant la volta a les fitxes del taulell, i per fer-ho s'ha de submergir en l'aigua.

### Wiztern
Programat per Chemaris, Wiztern és un joc ambientat en el salvatge oest americà, on hem de superar diverses proves per obtenir el botí. El joc està pensat per aprofitar l'ús de la pantalla tàctil i es juga completament amb el punter, Hi ha diferents modes de joc, com el mode arcade, on tenim diverses proves que haurem de superar amb un límit de vides per enfrontar-nos al cap final.

### Rythm Mayhem
A càrrec de BuD i Joanvr, un títol musical que recordarà bastant a altres com Elite Beat Agents, Dance Dance Revolution. El seu estat de desenvolupament és inicial, per la qual cosa encara no es pot oferir molta informació al respecte.